# Champion der FIDE

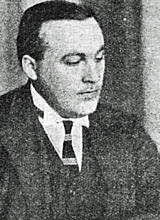
Der einzige Titelträger Efim Bogoljubow

Den Titel Champion der FIDE schuf der Weltschachbund FIDE. Auf ihrem fünften Kongress in Den Haag vergab die FIDE im Jahr 1928 den Titel an Efim Bogoljubow, der zuvor einen „Wettkampf um die Meisterschaft der FIDE“ gegen Max Euwe gewonnen hatte.

## Hintergründe
Der 1924 gegründete Weltschachbund hatte anfangs keinen Einfluss auf den Weltmeistertitel, den damals José Raúl Capablanca innehatte. Bereits bei ihren Kongressen 1925 und 1926 beschloss die FIDE, auf Basis der 1922 von Alexander Aljechin, Capablanca, Géza Maróczy, Richard Réti, Akiba Rubinstein, Savielly Tartakower und Milan Vidmar unterzeichneten Londoner Regeln Schirmherr über die Schachweltmeisterschaft zu werden. Da sie nicht die nötigen finanziellen Mittel aufbringen konnte, beauftragte die FIDE Weltmeister Capablanca, in Verhandlungen mit führenden Schachmeistern zu treten.
Nach der Niederlage Capablancas gegen Aljechin bei der Schachweltmeisterschaft 1927 vereinbarten Efim Bogoljubow und Max Euwe einen Wettkampf. FIDE-Präsident Alexander Rueb trat mit den Spielern in Verbindung und schlug vor, das geplante Match als Kampf um die FIDE-Meisterschaft auszuspielen. Die Deutsche Schachzeitung vom Mai 1928 beschrieb das Duell als einen Kampf „um die Meisterschaft des Weltschachbundes“. Das British Chess Magazine stellte im Juni 1928 fest, der Sieger des Zweikampfes solle als offizieller FIDE-Kandidat für einen Wettkampf mit dem Schachweltmeister gelten. Jedoch sei unklar, wie dies bestimmt worden sei, da der jährliche FIDE-Kongress erst im August 1928 stattfinde.
Die FIDE plante bereits eine Vereinigung des FIDE-Titels mit dem historischen Weltmeistertitel, jedoch schlugen ihre Versuche in der Zwischenkriegszeit fehl. Zwar stimmte Aljechin noch beim FIDE-Kongress 1928 zu, Schachweltmeisterschaften unter der Ägide der FIDE zu spielen, solange Zweikämpfe gegen Capablanca unter denselben Bedingungen wie in Buenos Aires 1927 bei der Schachweltmeisterschaft stattfinden würden, jedoch wurde Rueb krank und konnte den Kongress nicht besuchen. Beim FIDE-Kongress im folgenden Jahr waren bereits die Vorbereitungen eines Zweikampfs Aljechins gegen Bogoljubow im Gange, ohne dabei die FIDE oder die Londoner Regeln zu berücksichtigen.
Der Weltmeisterschaftskampf fand schließlich 1929 ohne Einfluss der FIDE statt. Die FIDE konnte erst nach Aljechins Tod und der folgenden weltmeisterlosen Zeit die Kontrolle über den Weltmeistertitel herstellen. Das Moskauer Weltmeisterschaftsturnier 1948 war die erste offizielle FIDE-Schachweltmeisterschaft.
Die Bezeichnung Champion der FIDE wurde später vereinzelt als Weltmeistertitel interpretiert. Tatsächlich galt Bogoljubow zu keinem Zeitpunkt als anerkannter Weltmeister; sein errungener FIDE-Titel blieb ohne größere schachhistorische Bedeutung.